# Eueides
Eueides är ett släkte av fjärilar. Eueides ingår i familjen praktfjärilar.

## Bildgalleri

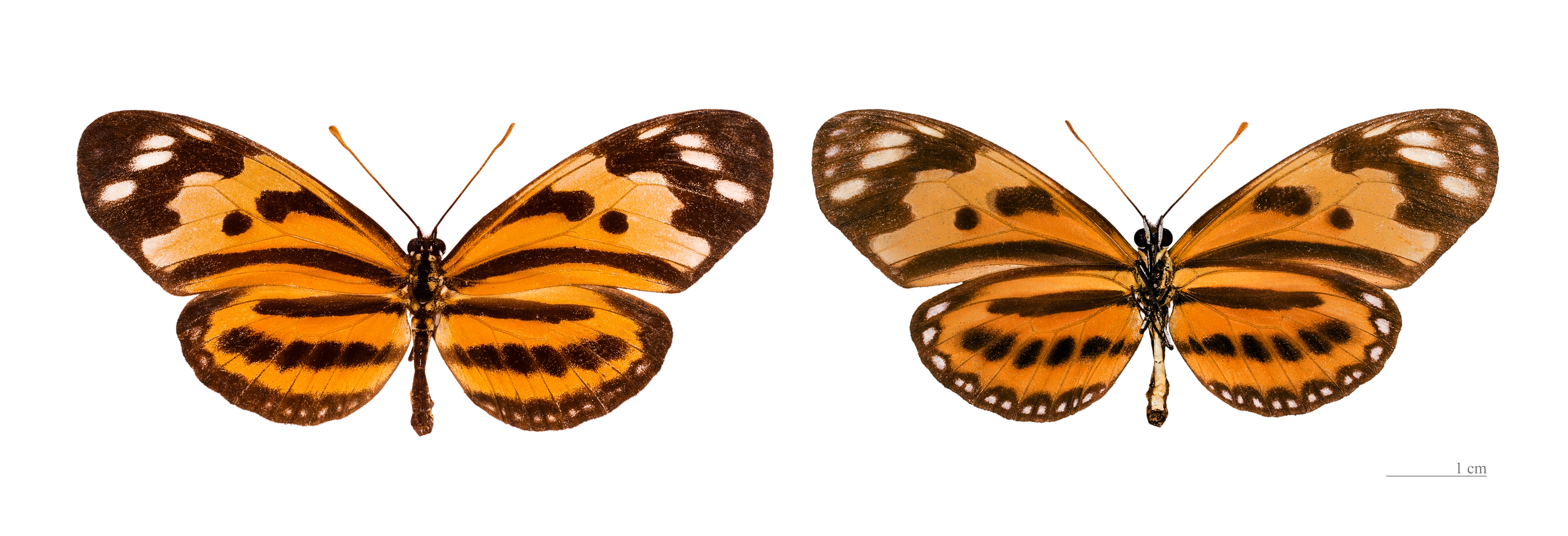
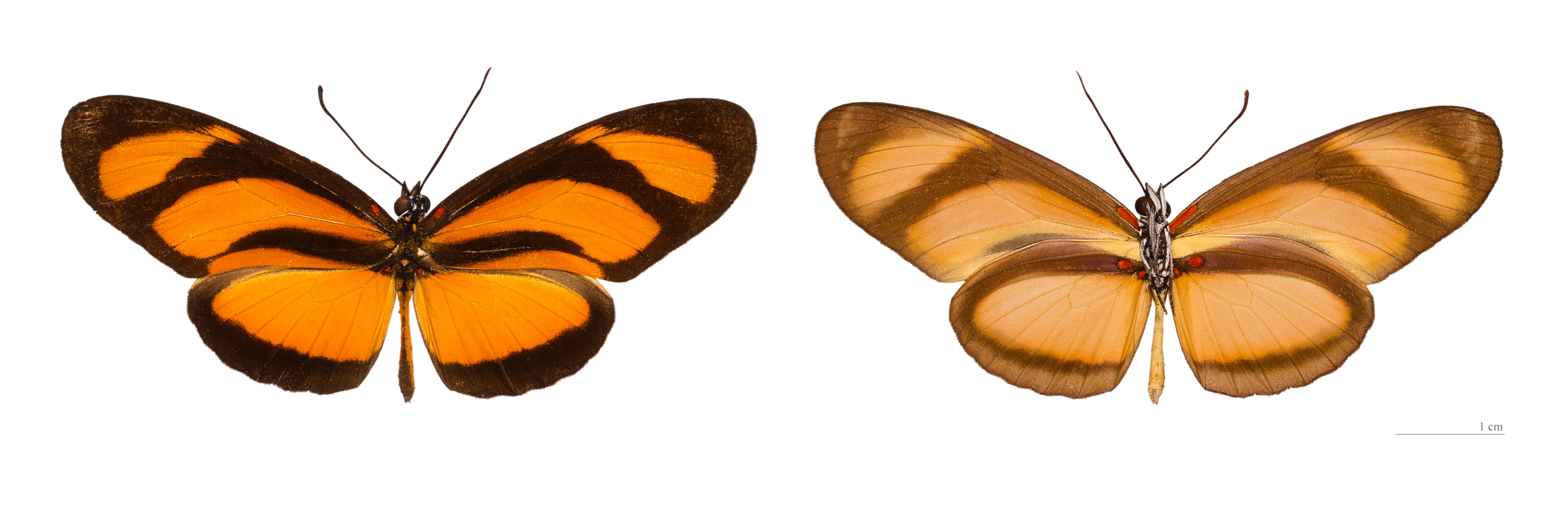
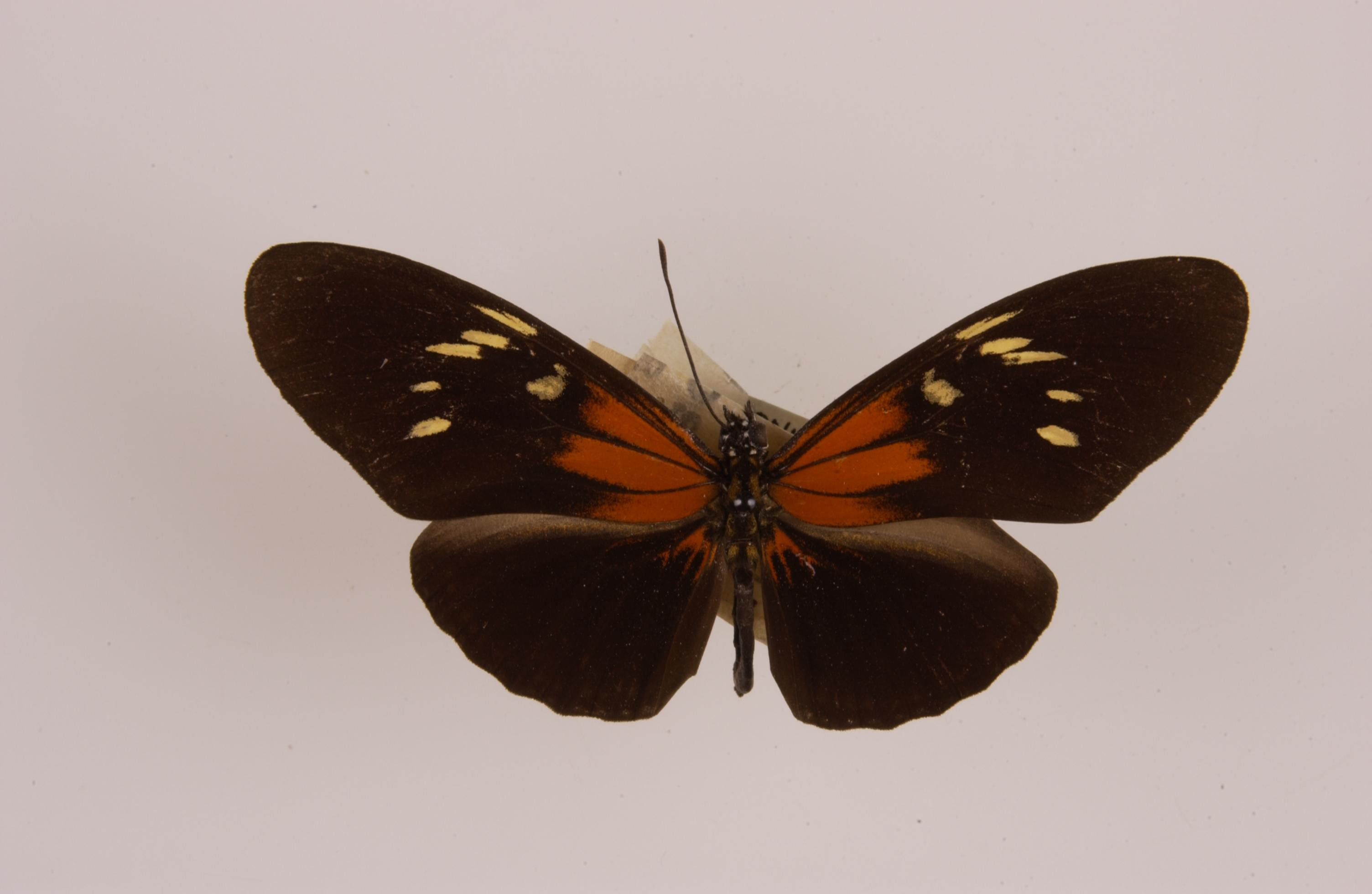
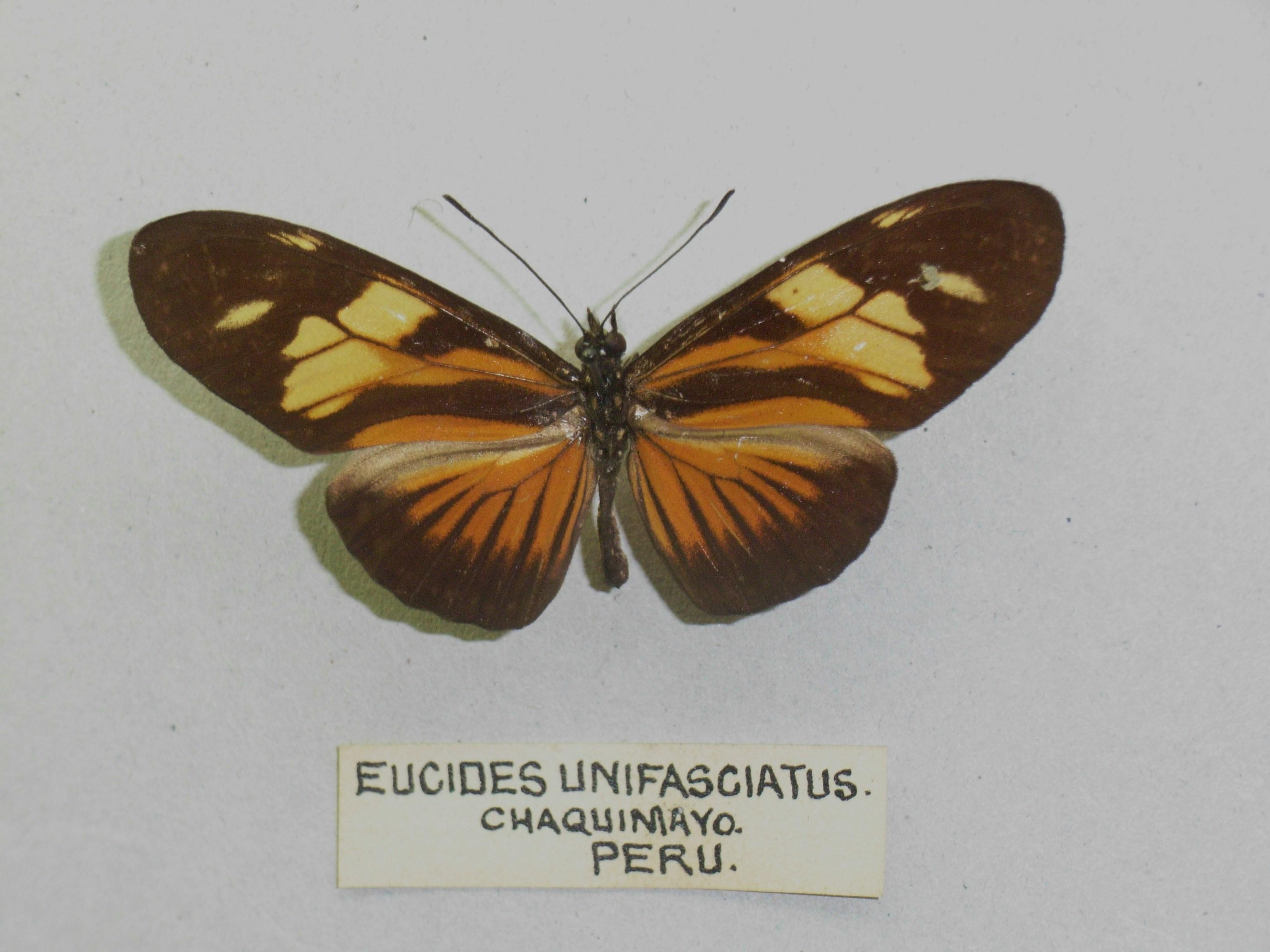

## Dottertaxa tillEueides, i alfabetisk ordning[1]
- Eueides acacates
- Eueides adusta
- Eueides aides
- Eueides ambatensis
- Eueides amoena
- Eueides apicalis
- Eueides aquilifer
- Eueides arquatus
- Eueides asidia
- Eueides barcellinus
- Eueides brunnea
- Eueides calathus
- Eueides carbo
- Eueides cinereomaculatus
- Eueides cleobaea
- Eueides cognata
- Eueides copiosus
- Eueides crystalina
- Eueides decolorata
- Eueides dianasa
- Eueides dissolutus
- Eueides dynastes
- Eueides eanes
- Eueides eanides
- Eueides ecuadorensis
- Eueides edias
- Eueides eurysaces
- Eueides farragosa
- Eueides fasciatus
- Eueides felderi
- Eueides fulgiformis
- Eueides fuliginosus
- Eueides heliconioides
- Eueides heraldicus
- Eueides hippolinus
- Eueides hübneri
- Eueides hypsipyle
- Eueides imitans
- Eueides isabella
- Eueides kunowii
- Eueides lampeto
- Eueides leucomma
- Eueides libitina
- Eueides lineata
- Eueides lucretius
- Eueides luminosus
- Eueides lybia
- Eueides lybioides
- Eueides margaritifera
- Eueides mechanitis
- Eueides melphis
- Eueides mereaui
- Eueides michaeli
- Eueides monochroma
- Eueides nigrofulva
- Eueides olga
- Eueides olympia
- Eueides pallens
- Eueides pallida
- Eueides pavana
- Eueides pellucidus
- Eueides perimacula
- Eueides personata
- Eueides pluto
- Eueides procula
- Eueides pseudeans
- Eueides pythagoras
- Eueides reducta
- Eueides riffarthi
- Eueides romani
- Eueides seitzi
- Eueides spoliata
- Eueides surdus
- Eueides tales
- Eueides thalestris
- Eueides thyana
- Eueides umbratilis
- Eueides unifasciatus
- Eueides vegetissima
- Eueides vialis
- Eueides vibilia
- Eueides vicinalis
- Eueides xenophanes
- Eueides zernyi
- Eueides zorcaon